# Дніпровський медичний інститут традиційної і нетрадиційної медицини
Дніпровський медичний інститут традиційної і нетрадиційної медицини — вищий навчальний заклад Дніпра. Заснований в 1993 році. Ліцензований  Міністерством освіти і науки України на підготовку за спеціальностями поетапно в 1995–1999 роках і акредитований третім рівнем  акредитації рішенням Державної Акредитаційної Комісії України в 1999 році.

## Інформація
Вищий медичний навчальний заклад  України, який здійснює підготовку лікарів лікувального та стоматологічного профілю з поглибленим вивченням методів традиційної та нетрадиційної медицини, з витримкою планів і стандартів  України. Деякі з методів, що вивчаються в ДМИ ТНМ:
- Фітотерапія
- Гомеопатія
- Голкорефлексотерапія
- Мануальна терапія
- Іридодіагностика
- Біорезонансна діагностика

## Спеціальності
- Лікувальна справа

 Кваліфікація — лікар; Термін навчання — 6 років
- Стоматологія

Кваліфікація — лікар-стоматолог; Термін навчання — 5 років
Після закінчення навчання фахівець отримує диплом державного зразка.

## Навчально-клінічна база
- Тематичні класи та лекційні аудиторії
- Бібліотека, яка містить спеціалізовану літературу з народної і нетрадиційної медицини
- Спортивно-тренувальний комплекс
- Клініку інтегральної медицини
- Лікувально-консультативний центр